# Матчи сборной Польши по футболу 1935

Сборная Польши во время исполнения гимна перед матчем с румынами. 1935 год.

В 1935 году сборная Польши провела 6 товарищеских матчей, одержав 1 победу, один матч закончив вничью и потерпев 4 поражения. Разница мячей 9:16.
Назначенный на 1 сентября 1935 года матч в Брюсселе с бельгийцами не состоялся из-за трагической гибели в автокатастрофе королевы Бельгии.
Бомбардиры сборной Польши в 1935 году:
- Михал Матыас — 4 гола;
- Юзеф Смочек[пол.] — 1 гол;
- Станислав Мальщик[пол.] — 1 гол;
- Антоний Комендо—Боровски[пол.] — 1 гол;
- Кароль Пазурек[пол.] — 1 гол;
- Теодор Петерек — 1 гол.

## Матч № 53
Товарищеский матч
| Австрия                                                                                   | 5:2 отчёт (недоступная ссылка) | Польша                |
| Карл Стойбер 12′ · Леопольд Фогель 25′, 71′ · Вильгельм Хахнеманн 31′ · Йоханн Пессер 46′ | Голы                           | Михал Матыас 44′, 63′ |

| | Составы | | |
| Рудольф Рафтл, Карл Йестраб, Людвик Таушек, Йозеф Лебеда, Леопольд Хоффманн, Стефан Скоумал, Леопольд Фогель, Вильгельм Хахнеманн, Карл Стойбер, Франц Биндер, Йоханн Пессер |         | Мариан Фонтович, Эрвин Михальский, Юрий Буланов, Юзеф Котлярчик, Ян Котлярчик, Константы Халишка, Отто Рейснер, Михал Матыас, Фридерик Шерфке, Кароль Пазурек, Герард Водаж | Мариан Фонтович, Эрвин Михальский, Юрий Буланов, Юзеф Котлярчик, Ян Котлярчик, Константы Халишка, Отто Рейснер, Михал Матыас, Фридерик Шерфке, Кароль Пазурек, Герард Водаж |

## Матч № 54
Товарищеский матч
| Польша                                | 2:3 отчёт (недоступная ссылка) | Югославия                                            |
| Михал Матыас 24′ · Теодор Петерек 35′ | Голы                           | Александар Живкович 60′, 61′ · Бранислав Секулич 81′ |

| | Составы  | | |
| Спиридон Албаньский, Юрий Буланов, Юзеф Котлярчик, Ян Котлярчик, Эвальд Дытко, Рышард Пец, Михал Матыас, Теодор Петерек, Артур Вожняк, Валериан Киселиньский, Генрик Мартына |          | Франьо Глазер, Бернард Хигл, Иван Белошевич, Милирад Арсениевич, Иван Гайер, Густав Лехнер, Светислав Глишович, Александар Живкович, Бранислав Секулич, Добривойе Зешевич, Благойе Марьянович | Франьо Глазер, Бернард Хигл, Иван Белошевич, Милирад Арсениевич, Иван Гайер, Густав Лехнер, Светислав Глишович, Александар Живкович, Бранислав Секулич, Добривойе Зешевич, Благойе Марьянович |
| Эрвин Михальский | Запасные | Джордже Вуядинович | Джордже Вуядинович |

## Матч № 55
Товарищеский матч
| Польша                                                                 | 3:3 отчёт (недоступная ссылка) | Латвия                                                       |
| Юзеф Смочек 47′ · Станислав Малщык 54′ · Антоний Комендо-Боровский 66′ | Голы                           | Янис Шкинцс 21′ · Эрикс Петерсонс 26′ · Альфредс Вернерс 57′ |

| | Составы  | | |
| Антоний Пясецкий 45', Эрвин Михальский, Стефан Флейгель, Вильгельм Гура, Зенон Срочиньский, Отто Рейснер, Адам Кнёла, Станислав Малщык, Антоний Комендо-Боровский, Константы Халишка, Юзеф Наврот |          | Альфредс Лаздиньш, Петерис Лаукс, Адольфс Симанис, Анисимс Павловс, Рудольфс Кронлакс, Янис Лидманис, Арнольдс Тауриньш, Янис Шкинцс, Альбертс Шейбелис, Янис Розитис, Эрикс Петерсонс | Альфредс Лаздиньш, Петерис Лаукс, Адольфс Симанис, Анисимс Павловс, Рудольфс Кронлакс, Янис Лидманис, Арнольдс Тауриньш, Янис Шкинцс, Альбертс Шейбелис, Янис Розитис, Эрикс Петерсонс |
| Генрик Пзежджецкий 45', Юзеф Смочек 45', Антоний Келлер 45' | Запасные | Альфредс Вернерс | Альфредс Вернерс |

## Матч № 56
Товарищеский матч
| Третий Рейх      | 1:0 отчёт (недоступная ссылка) | Польша |
| Эдмунд Конен 34′ | Голы                           |        |

| | Составы | | |
| Ганс Якоб, Зигмунд Гарингер, Германн Грамлих, Людвиг Голдбрюннер, Пауль Зелинский, Эрнст Лехнер, Август Ленц, Эдмунд Конен, Рудольф Грамлих, Отто Зиффинг, Йозеф Фатх |         | Спиридон Албаньский, Генрик Мартына, Стефан Донец, Юзеф Котлярчик, Ян Васевич, Эвальд Дытко, Рышард Пец, Эдмунд Геймса, Фридерик Шерфке, Артур Вожняк, Валериан Киселиньский | Спиридон Албаньский, Генрик Мартына, Стефан Донец, Юзеф Котлярчик, Ян Васевич, Эвальд Дытко, Рышард Пец, Эдмунд Геймса, Фридерик Шерфке, Артур Вожняк, Валериан Киселиньский |

## Матч № 57
Товарищеский матч
| Польша           | 1:0 отчёт (недоступная ссылка) | Австрия |
| Михал Матыас 34′ | Голы                           |         |

| | Составы | | |
| Спиридон Албаньский, Генрик Мартына, Стефан Донец, Юзеф Котлярчик, Ян Васевич, Эвальд Дытко, Рышард Пец, Эдмунд Геймса, Михал Матыас, Станислав Малщык, Валериан Киселиньский |         | Виктор Гавличек, Карл Райнер, Рудольф Шлауф, Йозеф Лебеда, Йоганн Урбанек, Стефан Скоумал, Леопольд Броусек, Фридрих Гшвейдл, Карл Стойбер, Франц Биндер, Вильгельм Голец | Виктор Гавличек, Карл Райнер, Рудольф Шлауф, Йозеф Лебеда, Йоганн Урбанек, Стефан Скоумал, Леопольд Броусек, Фридрих Гшвейдл, Карл Стойбер, Франц Биндер, Вильгельм Голец |

## Матч № 58
Товарищеский матч
| Румыния                                                      | 4:1 отчёт (недоступная ссылка) | Польша             |
| Данца Шилеру 1′ · Сильвиу Биндеа 20′, 35′ · Гратиан Сепи 73′ | Голы                           | Кароль Пазурек 38′ |

| | Составы  | | |
| Ангхель Цретеану, Лазар Сфера, Георге Альбу, Василе Дехелеану, Альфред Эйзенбейссер, Золтан Щанислу, Сильвиу Биндеа, Данца Шилеру, Гратиан Сепи, Стефан Добай, Петеа Вацлов, |          | Спиридон Албаньский, Генрик Мартына, Юзеф Котлярчик, Эвальд Дытко, Рышард Пец, Михал Матыас, Кароль Пазурек, Валериан Киселиньский, Стефан Донец, Эрвин Михальский, Ян Котлярчик | Спиридон Албаньский, Генрик Мартына, Юзеф Котлярчик, Эвальд Дытко, Рышард Пец, Михал Матыас, Кароль Пазурек, Валериан Киселиньский, Стефан Донец, Эрвин Михальский, Ян Котлярчик |
| Лулиу Бараткы | Запасные | Ян Васевич , Фридерик Шерфке , Юзеф Смочек | Ян Васевич , Фридерик Шерфке , Юзеф Смочек |